# 查爾斯·亞瑟·薩爾瓦多
查爾斯·亞瑟·薩爾瓦多（Charles Arthur Salvador，1952年12月6日—），原名邁克爾·戈登·彼得森(Michael Gordon Peterson)，舊稱查爾斯·布朗森（Charles Bronson），是一名英國囚犯，被媒體稱做「英國最暴力囚犯」或「英國最臭名昭著囚犯」。

## 生平

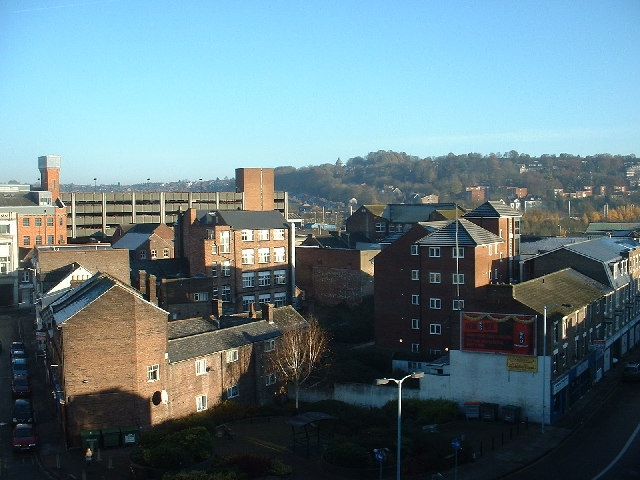
查爾斯的故鄉魯頓。

彼得森出生於英國貝德福德郡魯頓的高社經家庭，其父喬．彼得森經營亞伯立斯威的英國保守黨協會，叔叔與阿姨曾任魯頓市長。根據他的阿姨伊林．派瑞所稱，幼年的彼得森「是個可愛的小伙子。他機靈、友善，性格紳士，舉止優雅，從不欺負人，且好打抱不平。」
然而自從彼得森一家從魯頓搬遷至柴郡的埃爾斯米爾港後，他開始出現反社會傾向。13歲時因打架滋事、結黨偷竊等不良行為多次進出少年法庭。1974年，22歲的彼得森因持槍搶劫遭判處7年徒刑，但由於在服刑期間襲擊獄友和獄卒，使刑期加重至13年。
1987年獲釋後，彼得森進入倫敦東區的地下格鬥界，他的經紀人參考當時著名的美國動作明星查理士·布朗遜，將他改名為查爾斯·布朗森。隨後查爾斯再度因搶劫獲罪，於1988年返回監獄，並因襲擊獄友、獄卒、挾持人質等行為遭判無期徒刑。他難以預測的暴力行為使獄方傷透腦筋，刑期間多次更換關押地點，也曾被送至精神病院。
除了與人鬥毆，查爾斯也透過健身、寫書與繪畫打發牢獄生涯。他曾出版一本教人如何在狹窄空間不借助器材也能健身的教科書《孤獨健身》(Solitary Fitness)；此外他還是名素人畫家，其作品風格獨特，頗受好評，賣畫的錢全數作為慈善捐款。種種傳奇事蹟與反差的人格魅力，使查爾斯成為英國媒體與流行文化的寵兒。2008年以他生平改編的電影《失控的布朗森》上映，導演為尼可拉·溫丁·黑芬，主演為湯姆·哈迪。得知此事的查爾斯喜出望外，甚至將自己的正字標記八字鬍剪下送給電影製作團隊。
2014年，查爾斯改名為查爾斯·亞瑟·薩爾瓦多，以向他最喜歡的藝術家薩爾瓦多·達利致敬。他隨後成立「查爾斯·薩爾瓦多藝術基金會」，除義賣個人畫作，基金會也希望幫助那些「比自己(查爾斯)更不幸的人」，鼓勵他們接觸藝術。
查爾斯一生傷人無數，卻從未致人於死。他曾言:「我骨子裡是個好人，但有時會喪失理智，變的人見人厭；我並不壞，只是迷惘。」

## 流行文化
- 2008年英國電影《失控的布朗森》，改編自查爾斯的生平故事。
- 由Riot Games開發的多人線上戰術擂台遊戲《英雄聯盟》中的防禦型英雄布朗姆(Braum)，其形象與健身動作皆借鑒自查爾斯。
- 野田智創作的日本漫畫《黃金神威》中喜愛打架滋事的刺青囚犯岩息舞治，其原型也來自查爾斯。